# Заксенхаузен (Тюрингия)
Заксенхаузен (нем. Sachsenhausen) — община в Германии, в земле Тюрингия.
Входит в состав района Веймар. Подчиняется управлению Буттельштедт. Население составляет 363 человека (на 31 декабря 2010 года). Занимает площадь 4,85 км².
Община подразделяется на 8 сельских округов.